# Agronaut
Agronaut je v pořadí čtvrté studiové album kapely Dymytry. Album bylo vydáno 11. března 2016 a obsahuje 11 skladeb. Po vydání následovala jarní i podzimní šňůra koncertů s kapelou Arakain, Arakain Dymytry Tour 2016, se 49 zastávkami po celé České republice.
S linkami, frázováním a aranží zpěvů pomáhal kapele René Rypar. Bylo to poprvé, kdy se na albu kapely takto významně podílel člověk, jenž není členem kapely.

## Seznam skladeb
Texty napsal(i) Protheus.
| Pořadí         | Název              | Hudba          | Videoklip      | Délka |
| -------------- | ------------------ | -------------- | -------------- | ----- |
| 1.             | Agronaut           | Gorgy          |                | 4:09  |
| 2.             | Věrni zůstaneme    | Dymo           | videoklip      | 3:51  |
| 3.             | Sekerou            | Dymo           |                | 3:25  |
| 4.             | Nahrabat           | Gorgy          |                | 3:10  |
| 5.             | Pekelní andělé     | Dymo           |                | 4:01  |
| 6.             | Hrad z písku       | R2R            |                | 3:58  |
| 7.             | Odpočívej v pokoji | Dymo           |                | 3:30  |
| 8.             | Duše bojovníka     | R2R            |                | 4:02  |
| 9.             | Slovanské tance    | Gorgy          |                | 4:56  |
| 10.            | Kniha života       | Gorgy, Dymo    | videoklip      | 3:50  |
| 11.            | Dej Bůh štěstí     | Dymo           | videoklip      | 5:04  |
| Celková délka: | Celková délka:     | Celková délka: | Celková délka: | 43:56 |

## Sestava
- Jan „Protheus“ Macků – zpěv
- Jiří „Dymo“ Urban – kytara
- Jan „Gorgy“ Görgel – kytara
- Artur „R2R“ Michajlov – basová kytara
- Miloš „Mildor“ Meier – bicí